# Chiesa di Santa Maria degli Angeli (Palermo)

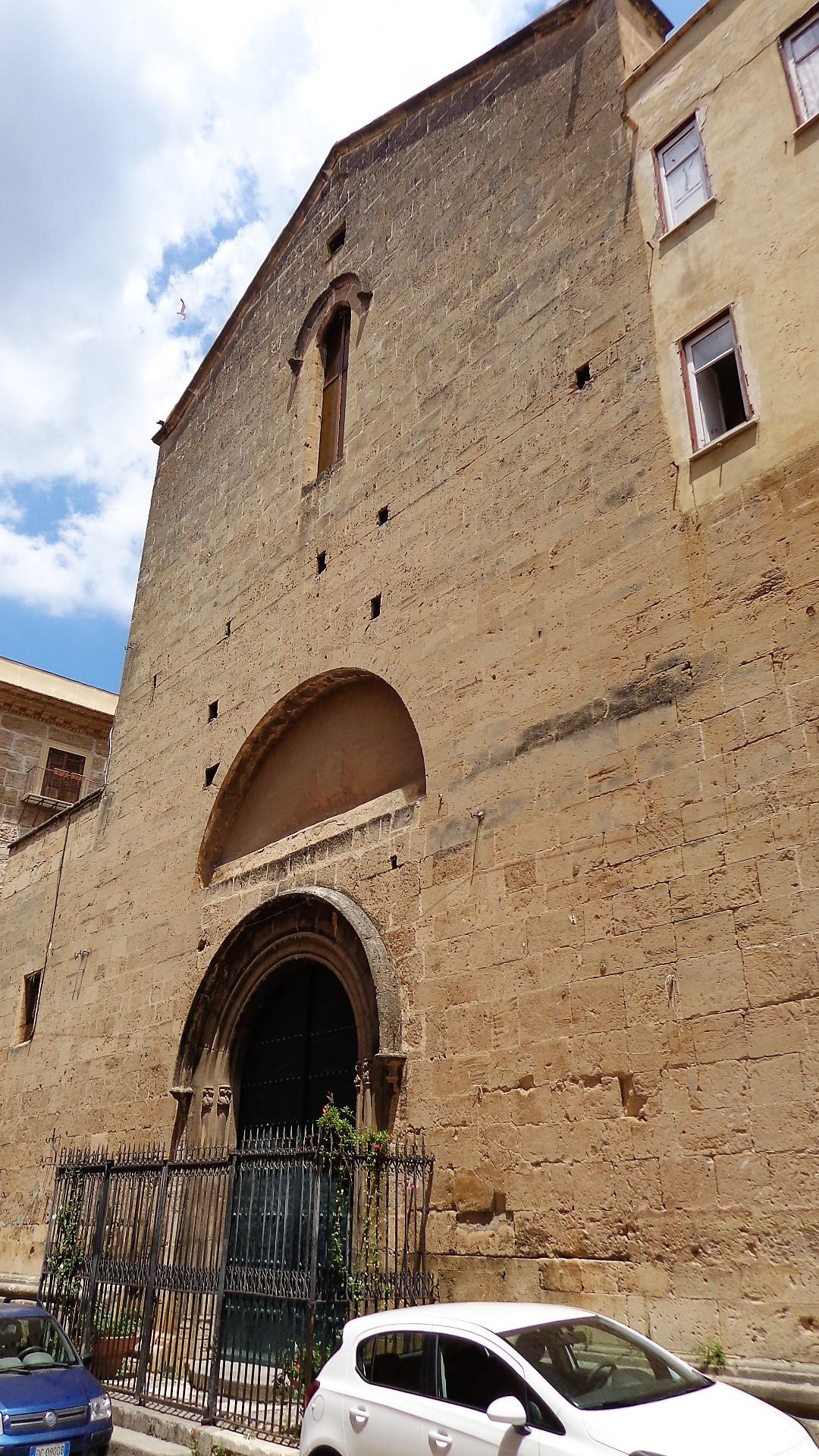
Facciata.

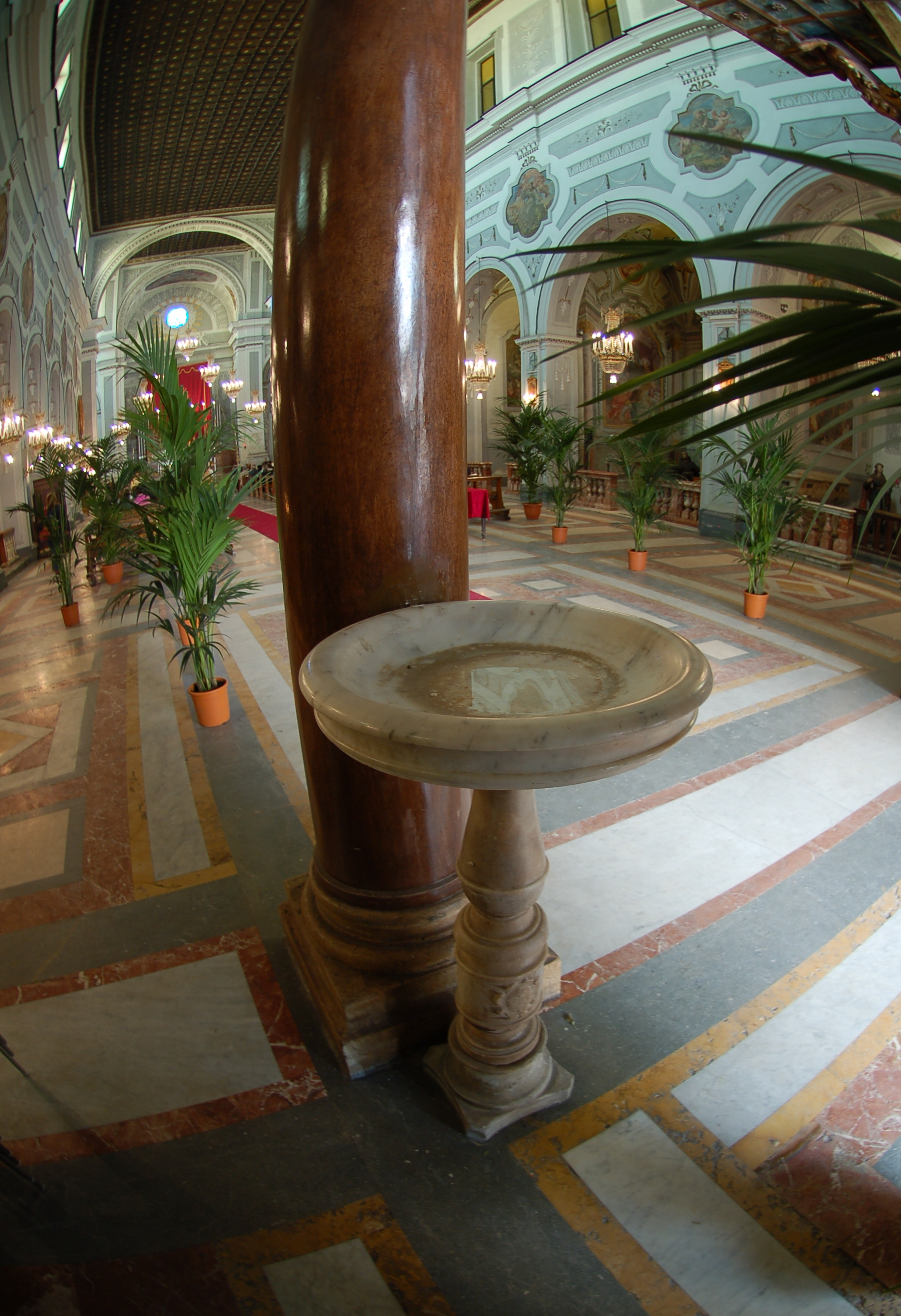
Navata.

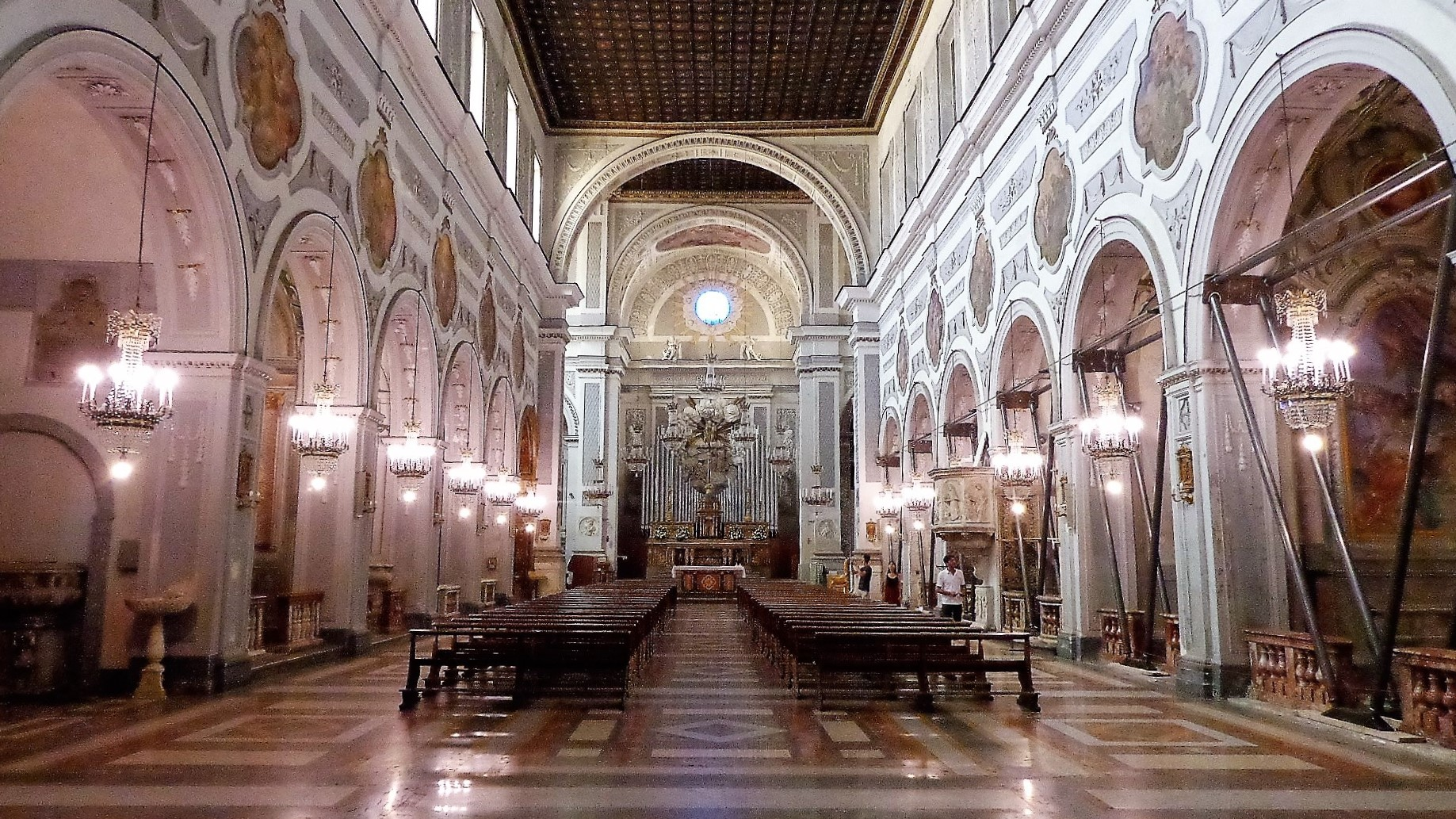
Navata.

La chiesa di Santa Maria degli Angeli è una chiesa di Palermo, situata nel mandamento dei Tribunali in via Alloro. È annessa all'omonimo convento.

## Storia

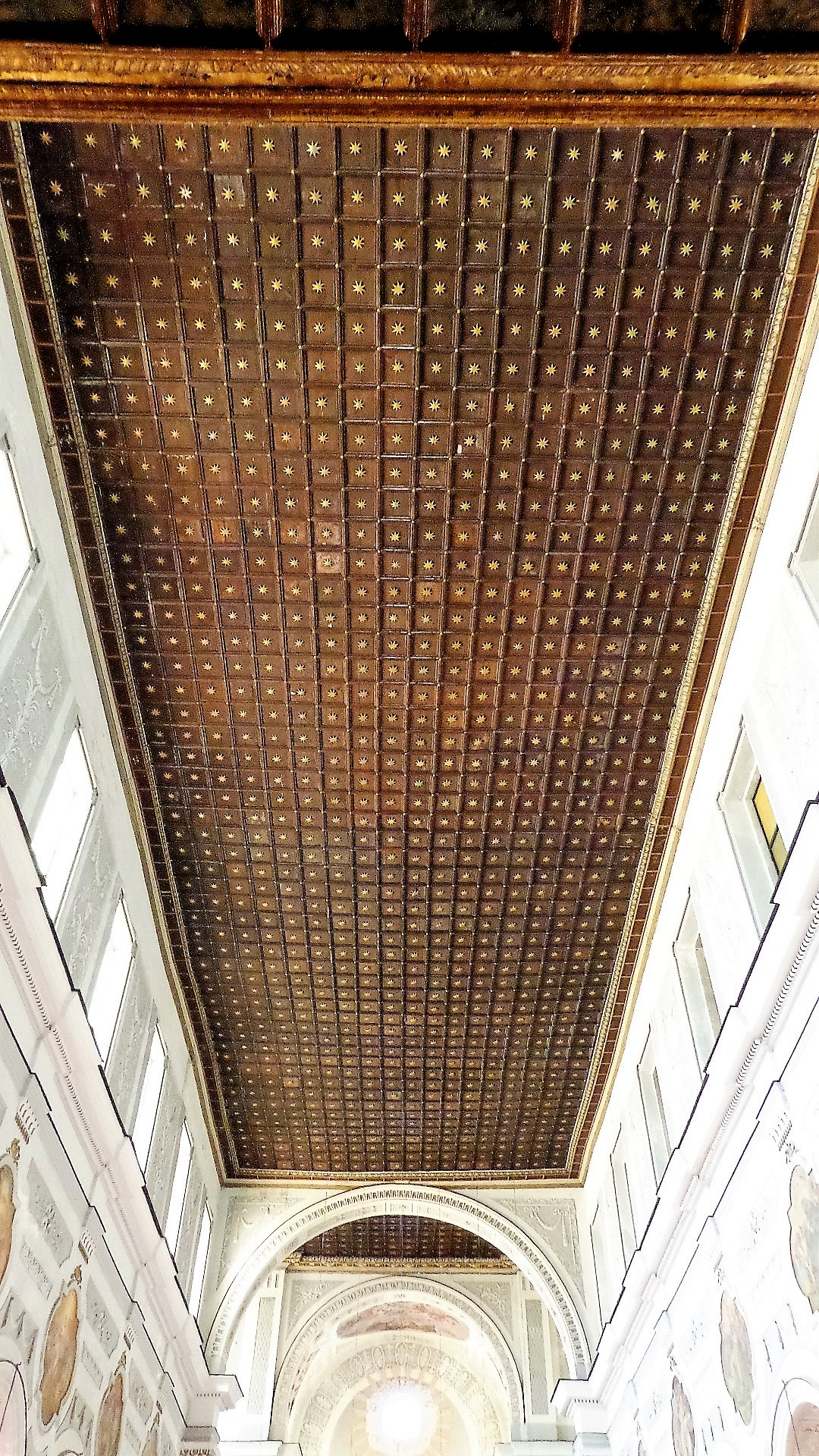
Tetto ligneo.

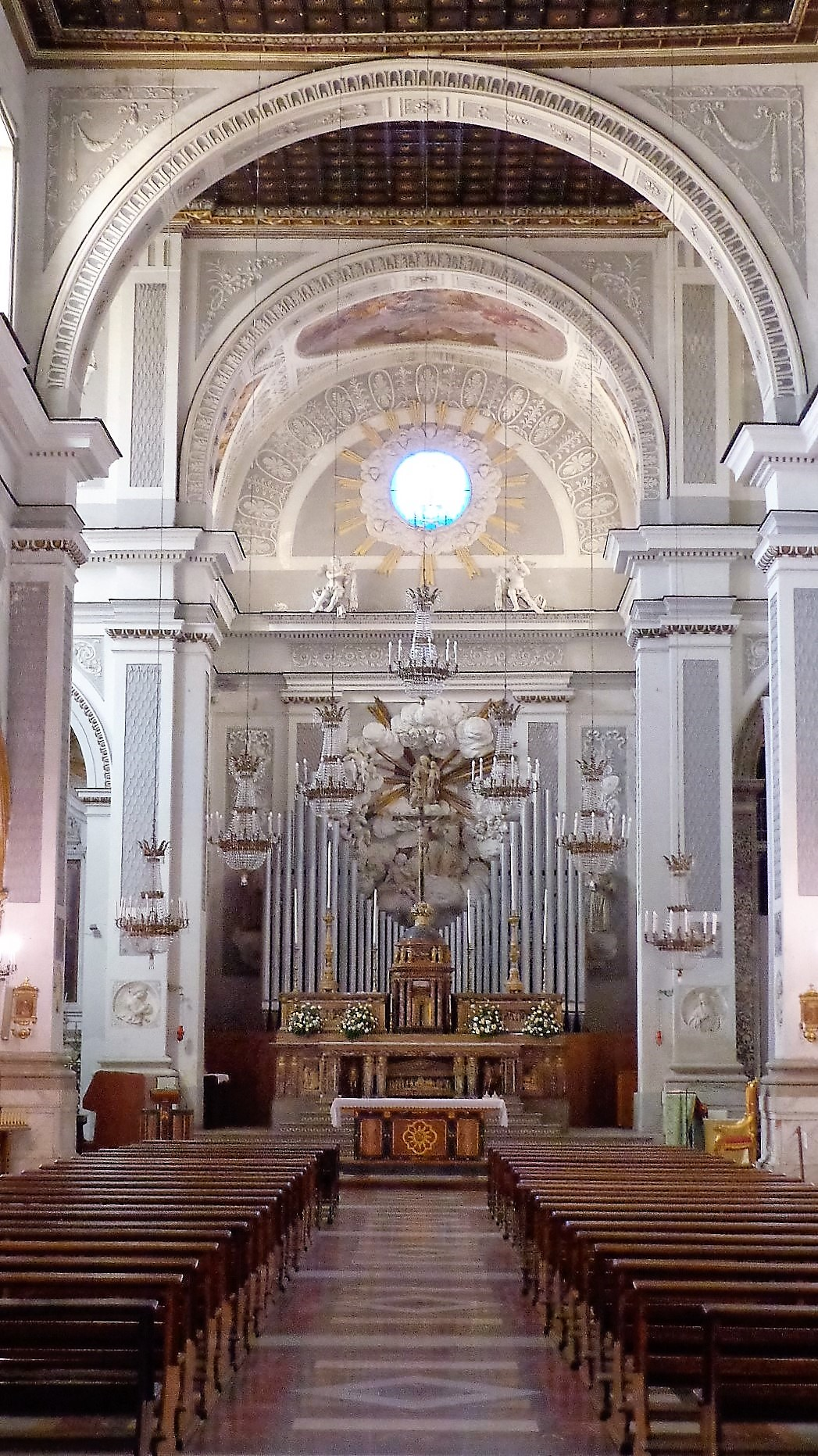
Presbiterio e arco trionfale.

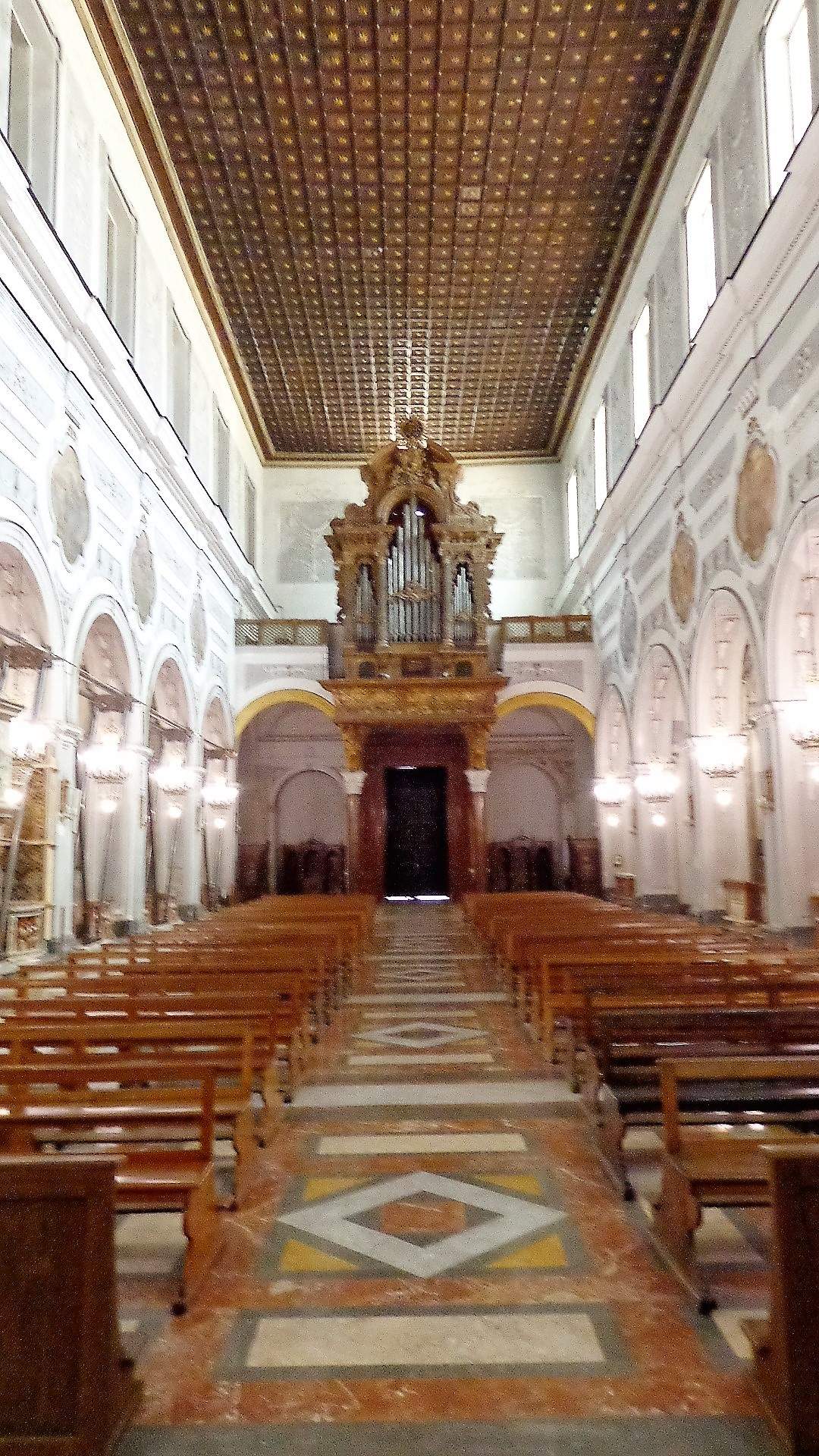
Controfacciata.

### Epoca aragonese
- 1426, Fra Matteo de Gallo e Gimarra o Gimena, futuro vescovo di Agrigento e beato, fonda il convento di Santa Maria del Gesù e ottiene come gancia, da cui il soprannome, la primitiva chiesa di San Girolamo fuori le mura (Agostino Inveges). All'inizio del XVII secolo, conciliati i dissapori col potentato ecclesiastico palermitano, il Viceré di Sicilia Juan Manuel Fernández Pacheco marchese di Vigliena, promuove il potenziamento delle strutture e l'abbellimento degli edifici[1] a noi pervenuti come chiesa di Santa Maria degli Angeli detta «la Gancia» e il convento dell'Ordine dei frati minori osservanti.[2]
- 1490c., Anno di inizio della sua costruzione quando alcuni frati ottennero da Papa Innocenzo VIII il permesso di costruire una gancia, cioè un ricovero per malati e bisognosi, al tempo fuori le mura cittadine, oggi invece collocata al centro della città. Nasce così il convento, affidato ai frati minori di San Francesco.

### Epoca spagnola
- XVI secolo, Nei primi anni del secolo nasce la chiesa di stile rinascimentale. Da quando la chiesa è stata completata, più stili artistici si sono sovrapposti, tra cui quello barocco. Vi sono opere di Antonello Gagini, Pietro Novelli, Giacomo Serpotta, Vincenzo degli Azani da Pavia e Antonello Crescenzio.
- 1645 29 novembre, Solenne consacrazione presieduta da Giovanni Domenico Spinola vescovo di Mazara del Vallo.[3]
- 1672, La notte del 2 aprile, a seguito dei dissennati lavori di ampliamento della sottostante cripta, collassò tutta la zona del transetto e del presbiterio, con le due tribune laterali. L'altare maggiore con la Tribuna di Bartolomeo Berrettaro e Giuliano Mancino andò distrutta. I primi interventi di recupero furono eseguiti sotto la direzione di Gaspare Guercio. La massiccia opera di restauro, di ricostruzione e decorativa del 1673 diedero all'interno della chiesa una configurazione barocca.

### Epoca borbonica
- 1782, Interventi di restauro sotto la direzione di Giuseppe Venanzio Marvuglia.[senza fonte]
- 1860, Nel chiostro del convento è conservata la campana che diede inizio alla rivolta della Gancia. Vi si apre, inoltre, l'oratorio dei Terziari francescani decorato con stucchi del XVII secolo.

### Epoca contemporanea
- 2000 - 2001, Una lunga campagna di restauri è stata commissionata dall'Ordine dei frati minori, lavori conclusi dopo 23 mesi.[senza fonte]

## Esterno
La chiesa, incastonata tra gli edifici del centro storico, si trova a pochi passi dal porto, e nelle vicinanze di Palazzo Rostagni. Il prospetto principale si affaccia non su una vasta e ampia piazza, bensì su uno stretto e caratteristico vicolo, appunto il Vicolo della Gancia. Una parte del convento è destinata all'Archivio di Stato di Palermo.
Il vasto complesso basilicale e conventuale è ubicato nell'antico quartiere della Kalsa, dove anticamente sorgeva il Palazzo degli Emiri, il più importante centro musulmano della Sicilia. Il frontespizio è rivolto ad occidente, ha una facciata molto sobria, il portale centrale del 1530 è costituito da archivolti a pieno centro ed una elegante monofora in alto, quello laterale a nord presenta l'archivolto esterno inflesso nel cui vertice è una elegante losanga raffigurante la Vergine degli Angeli.

## Interno
L'impianto basilicale è a croce latina con ai lati della navata venti cappelle, la cantoria posta sopra la porta d'ingresso centrale sulla controfacciata ove è collocato l'organo antico è sorretta da due telamoni dorati, tipici del manierismo. Il soffitto del sottocoro è costituito da riquadri decorati da rosette al cui centro si nota un ottagono all'interno del quale è intagliata una colomba, simbolo dello Spirito Santo.
Sopra la porta centrale e sorretto da due colonne vi è il coro con il magnifico organo, opera di Raffaele La Valle del 1615 su commissione del Senato di Palermo, e rielaborato nel 1772 da Giacomo Andronico con pezzi originali, sormontato dallo stemma dell'Ordine francescano; è suonabile sia indipendentemente, sia dalla consolle dell'altro strumento, l'organo Tamburini opus 482 del 1962, situato a pavimento nell'abside. Lungo i due lati della navata e al di sopra della cappelle vi sono degli affreschi raffiguranti santi francescani, ciclo iniziato verso il 1697 da Filippo Tancredi e completato da Antonio Grano circa tre anni dopo. Nel lato destro essi raffigurano: San Diego d'Alcalá, San Giovanni da Capestrano, Pietro d'Alcántara, Santa Elisabetta d'Ungheria, San Ludovico di Tolosa, Sant'Antonio di Padova. Nel lato sinistro sono: San Pasquale Baylon, San Giacomo della Marca, San Bernardino da Siena, Santa Chiara d'Assisi, San Bonaventura da Bagnoregio, San Francesco d'Assisi.
Il soffitto ligneo è costituito da formelle con una stella dorata al centro di ognuna di esse, opera del XVI secolo. Nella controfacciata, sono documentate le due semicappelle ai lati della porta principale dedicate a San Corrado a sinistra, ai Santi martiri del Giappone quella a destra.
Nel tempio trova sepoltura il pittore Gaspare Serenari.

### Navata destra
- Prima campata: Cappella del Beato Francescano de Prado dell'Ordine minore osservanti scalzi già Cappella della Santa Croce[3] Martirio del Beato Giovanni de Prado tela di Vincenzo Bongiovanni del 1729. Titolari del patrocinio della cappella e delle sepolture la famiglia Sitajolo. Sono presenti i sarcofagi di Filippo Sitajolo del 1528 poggiante su sfingi alate, di Vincenzo Sitajolo (1587), retto da leoni e di Simone Sitajolo del 1632. L'ambiente è occupato dalla vara processionale del Bambinello della Gancia.
- Seconda campata: Cappella della Madonna di Monserrato già primitiva Cappella Requesens.[9] Sull'altare Sacra Famiglia con Sant'Anna, San Gioacchino e donatori, tela di scuola romana del '600. A sinistra dell'altare l'elegante statua lignea di Santa Filomena, a destra la statua in marmo di San Giovanni Nepomuceno di pesante fattura del 1730 circa, proveniente dal piano del Castello a Mare, San Francesco Solano battezza gli infedeli affresco attribuito ad Antonio Grano[senza fonte]. La Madonna del Monserrato tra le Santa Caterina d'Alessandria e Sant'Agata opera di Antonello Crescenzio, detto anche Antonello da Palermo, del 1528.[9][10][11][12] Gli affreschi della volta con la Presentazione di Maria al Tempio a sinistra, la Nascita della Vergine al centro e l'Annuncio ad Anna della sua Maternità sono anch'essi attribuiti ad Antonio Grano[senza fonte]. Sulla mensa dell'altare la statua di San Pasquale. I titolari del patrocino della cappella e delle sepolture sono i membri della famiglia Bologna, è presente il sarcofago di Fabio Bologna del 1600. La primitiva Cappella Requesens principiata nel 1521 ospitava i monumenti funebri di Calcerando Requesens († 1528), commissionato dalla moglie donna Laura Requesens, come tutte le altre dell'ambiente, ad Antonello Gagini, sarcofago simile alla sepoltura di donna Eufemia Requesens presente nello stesso tempio.[13] L'ambiente fu ricostruito a seguito del crollo del 1672.
- Terza campata: Cappella dei Santi Giacomo della Marca e Francesco Solano già Cappella della Madonna dei Pericoli. Sull'altare e collocato il quadro raffigurante la Vergine con santi San Giovanni da Capestrano, San Giacomo della Marca, San Bernardino da Siena e San Francesco Solano, tela attribuita a Olivio Sozzi del 1740c.[senza fonte], il quadro raffigurante San Giacomo della Marca sdegnato per la crudeltà dei sistemi di punizione, San Francesco Solano benedicente affresco di Filippo Tancredi del 1707 circa. Le membrature architettoniche, dipinte con effetto trompe l'œil sono attribuite ad Andrea Palma[senza fonte]. I titolari del patrocino della cappella e delle sepolture sono i membri della famiglia Amari con i sepolcri di Nicolò Amari del 1543, di Antonio Amari ed Elisabetta Bologna del 1585.
- Quarta campata: Cappella di Santa Maria di Gesù. Sull'altare la statua di Vergine col Bambino attribuita ad Antonello Gagini[senza fonte], proveniente dal primitivo arco, opera dell'artista. Ai lati Estasi di San Francesco tela settecentesca, Apparizione della Trinità a San Francesco tela tardo-seicentesca, affresco sulla volta raffigurante il Santo assisiate, assai ridipinto. I titolari del patrocino della cappella e delle sepolture sono i membri della famiglia Del Voglia presenti con i sepolcri di Flaminia Campisciana del 1618 e un sepolcro tardo-cinquecentesco di un esponente della famiglia Del Voglia.
- Quinta campata: Cappella di Sant'Antonio di Padova. Cappella con abbondanza di marmi mischi decorativi e splendide colonne tortili ad incorniciare la nicchia del santo opera attribuita a Paolo Amato[senza fonte]. Nella teca Sant'Antonio di Padova terracotta policroma di fattura ottocentesca, Sant'Antonio impartisce l'Eucaristia ai derelitti e Sant'Antonio risana il piede a un giovinetto tele di fattura popolare della fine del XVIII secolo, i due tondi a fresco in alto con episodi relativi alla vita del santo sono attribuiti ad Antonio Grano[senza fonte]. Di grande finezza è la decorazione a mischio della balaustra e delle paraste con i simboli del Tuono e della Spada infuocata entrambe allegorie dell'inattaccabilità dell'anima pura di fronte al fuoco eterno.
  - Addossato all'arco tra le due cappelle, un raffinato pulpito marmoreo a cinque scomparti con al centro il Cristo Risorto ed ai lati i Quattro Evangelisti di scuola gaginiana. Nel riquadro al centro Cristo al Limbo e Resurrezione. L'evangelista Luca con il bue simbolo di mansuetudine e Matteo con l'angelo, Giovanni con l'aquila simbolo di acuta visione trascendente e Marco con il leone.
- Sesta campata: Cappella di San Francesco d'Assisi già Cappella del Beato Salvatore d'Orta. Sull'altare, la cui mensa è decorata a mischio, è collocata la statua lignea settecentesca di San Francesco. Gli stipiti dell'arco d'ingresso alla cappella mostrano una raffinata decorazione a tarsie marmoree, tra le quali si inseriscono le scene della Visitazione a sinistra e della Fuga in Egitto.
- Settima campata: Cappella dell'Immacolata. Cappella dell'Immacolata Concezione con altare del '700 decorato a mischio e sontuose colonnine dorate, sulla sopraelevazione il dipinto dell'Immacolata realizzato da Sebastiano Spirito, discepolo del Tancredi. Quadroni Giuditta decapita Oloferne e Ester alla reggia di Re Assuero in Persia di Filippo Tancredi. In alto i tondi raffiguranti la Vergine con il bambino e l'Apparizione della Vergine a francescani. Ambiente deputato alle sepolture della famiglia Notarbartolo[senza fonte].
- Ottava campata: Cappella del Santissimo Crocifisso già Cappella di San Bonaventura da Bagnoregio primitiva Cappella di Santa Margherita da Cortona. Luogo edificato col patrocinio di donna Eufemia, moglie di Berardo Requesens nel novembre 1517[senza fonte]. L'ambiente destinato a sepolcro della committente ospitava la statua raffigurante Santa Margherita da Cortona, la sepoltura, la figura della nobile in atteggiamento orante, opere di Antonello Gagini.[14] Dopo la riedificazione del 1672 la statua della santa fu trasferita presso Palazzo Drago per essere collocata nello scalone.[senza fonte] Il manufatto si presentava allora mutilo della mano destra, con un libro nell'altra, un dragone posto ai piedi della santa.[15] Oggi il simulacro si trova esposto al Museum of Art di Cleveland.[16]

Sull'altare un Crocifisso ligneo del XVI secolo e scene della Passione: Cristo tra gli angeli ascende al Cielo, La Veronica asciuga il volto di Gesù, Orazione nell'Orto degli Ulivi, Flagellazione, Ascesa al Calvario, Coronazione di spine, affreschi di Filippo Tancredi del 1706c., sulla volta Temperanza, Sapienza e Giustizia riferibili allo stesso artista.

### Navata sinistra

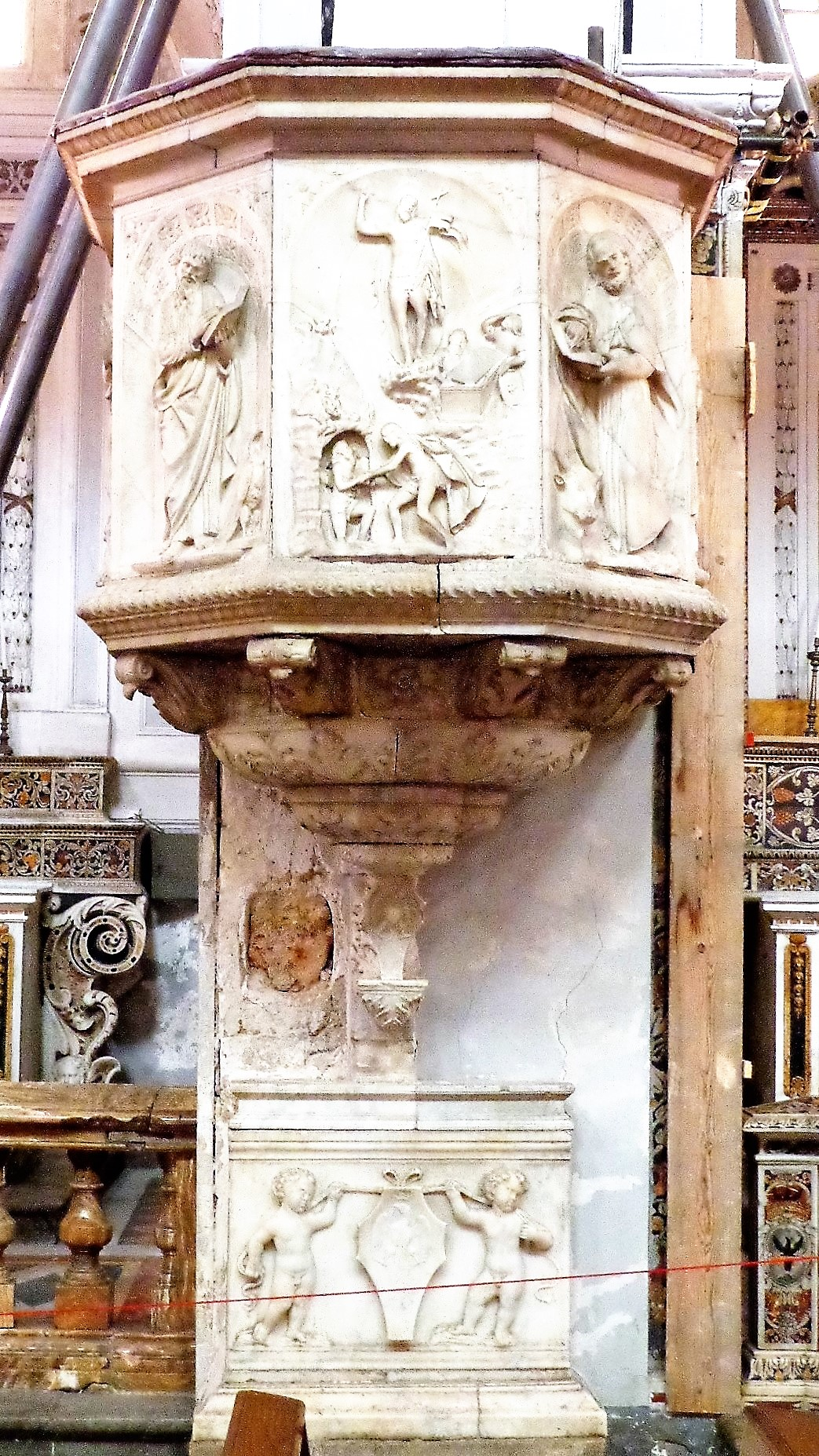
Pulpito.

- Prima campata: Cappella di Santa Elisabetta d'Ungheria. Sull'altare dedicato a Santa Elisabetta d'Ungheria è presente la tela raffigurante l'Estasi di San Francesco opera di Antonio Grano del 1700c., a destra è realizzato un affresco con l'Elemosina di Santa Elisabetta d'Ungheria, sulla volta è dipinta la Gloria di Santa Elisabetta d'Ungheria. La cappellina sulla sinistra è dedicata a San Corrado, in essa era custodito il dipinto raffigurante San Corrado di Vincenzo da Pavia, opera esposta nella Galleria Nazionale della Sicilia presso Palazzo Abatellis.[10]
- Seconda campata: Cappella della Natività. Titolari del patrocinio della cappella la famiglia Bardi - Mastrantonio, sono presenti i sarcofagi di Aloysio Mastrantonio e Bardi 1633 retto da leoni, ispirato a quello di Federico II, e quello di Giuseppe Mastrantonio 1584, con inciso il ritratto del defunto giacente in abiti francescani. L'altare accoglie la tavola raffigurante la Natività del 1520 di Vincenzo da Pavia commissionata dalla famiglia Mastrantonio. Entro una teca è collocato un Ecce Homo ligneo settecentesco, sormonta il sepolcro la Crocifissione dei Santi Martiri Giapponesi, tela degli inizi del XVII secolo raffigurante il martirio subito dai francescani a Nagasaki nel 1597, presso la balaustra è presente un altro Ecce Homo settecentesco a figura intera.
- Terza campata: ingresso laterale.
- Quarta campata: Cappella di San Pietro d'Alcantara. Sull'altare è collocato il quadro raffigurante San Pietro d'Alcantara di Pietro Novelli del 1645c.[7][10] I due quadroni a fresco con l'Apparizione della Vergine al Santo a sinistra e la Comunione al Santo da parte di Cristo sono attribuiti a Filippo Tancredi 1706c[senza fonte]. La volta è affrescata con la Penitenza di San Pietro. Titolari del patrocinio la famiglia Gambacorta con monumenti funebri di Modesto Gambacorta 1587, un bel ritratto marmoreo in altorilievo del defunto e quella della consorte sulla parete frontale.
- Quinta campata: Cappella di Santa Elisabetta già Cappella Santa Rosa da Viterbo. Titolari del patrocinio della cappella e delle sepolture la famiglia Saladino. Gloria di Santa Rosa da Viterbo, Morte della Santa, affreschi assai deteriorati attribuiti a Filippo Tancredi[senza fonte]. Sull'altare il quadro raffigurante Santa Elisabetta che risana una storpia del 1941. Sulla sinistra è collocato il sarcofago di Francesco Saladino (1599), poggiante su zampe elefantine.
- Sesta campata: Cappella dell'Ecce Homo. Altare interamente decorato con marmi mischi, nella nicchia la statua lignea dell'Hecce Homo, alle pareti della cappella sono presenti due quadroni a fresco con il Sacrificio di Isacco a sinistra e l'Adorazione del serpente di bronzo attribuiti a Guglielmo Borremans del 1730c[senza fonte]. La volta dipinta illusionisticamente nel 1727[senza fonte]. Titolare del patrocinio della cappella e dei diversi monumenti sepolcrali gli esponenti della famiglia Guascone.
- Settima campata: Cappella della Madonna del Rosario già Cappella di Santa Caterina da Bologna primitiva Cappella di San Diego. Cristo al Limbo altorilievo di Antonello Gagini che un tempo faceva parte del sepolcro di Lorenzo Salvaggio del 1517 non più esistente, San Michele Arcangelo rilievo di scuola gaginesca, piccola tela settecentesca con Cristo dalla Croce conforta la Vergine. Tele raffiguranti il Beato Matteo d'Agrigento e Santa Margherita da Cortona d'autore ignoto, nella nicchia la statua della Beata Vergine del Rosario fra santi.
- Ottava campata: Cappella del Bambin Gesù già Cappella di Santa Maria Nunziata. Altrimenti nota come Cappella del Bambinello della Gancia, venerato dai fedeli in quanto considerato miracoloso. Sull'altare è collocato il quadro raffigurante l'Annunciazione del XVII secolo, ai lati le statue in stucco di David e Isaia di Gaspare Firriolo. Affresco sulla parete destra Adorazione dei Magi, a sinistra Adorazione dei pastori. Il luogo è deputato alla venerazione della statuetta in legno del Bambino Gesù portata alla Gancia nel 1719 direttamente da Gerusalemme. 
  - Il Bambinello miracoloso è custodito a turno e per tutto l'anno da famiglie devote, per poi tornare in chiesa il 25 dicembre ed essere festeggiato da tutto il quartiere, per l'Epifania. Titolari del patrocinio della cappella e delle sepolture la famiglia Porcaro presente coi monumenti sepolcrali di Maria Porcaro Bonamico 1639, con urna retta da leoni e il sepolcro di Pietro Porcaro 1590, simile al precedente, con delicata Vergine col Bambino dipinta nell'edicola. San Bernardino da Siena, San Bonaventura da Bagnoregio tondi marmorei di scuola gaginesca della prima metà del XVI secolo.

### Transetto

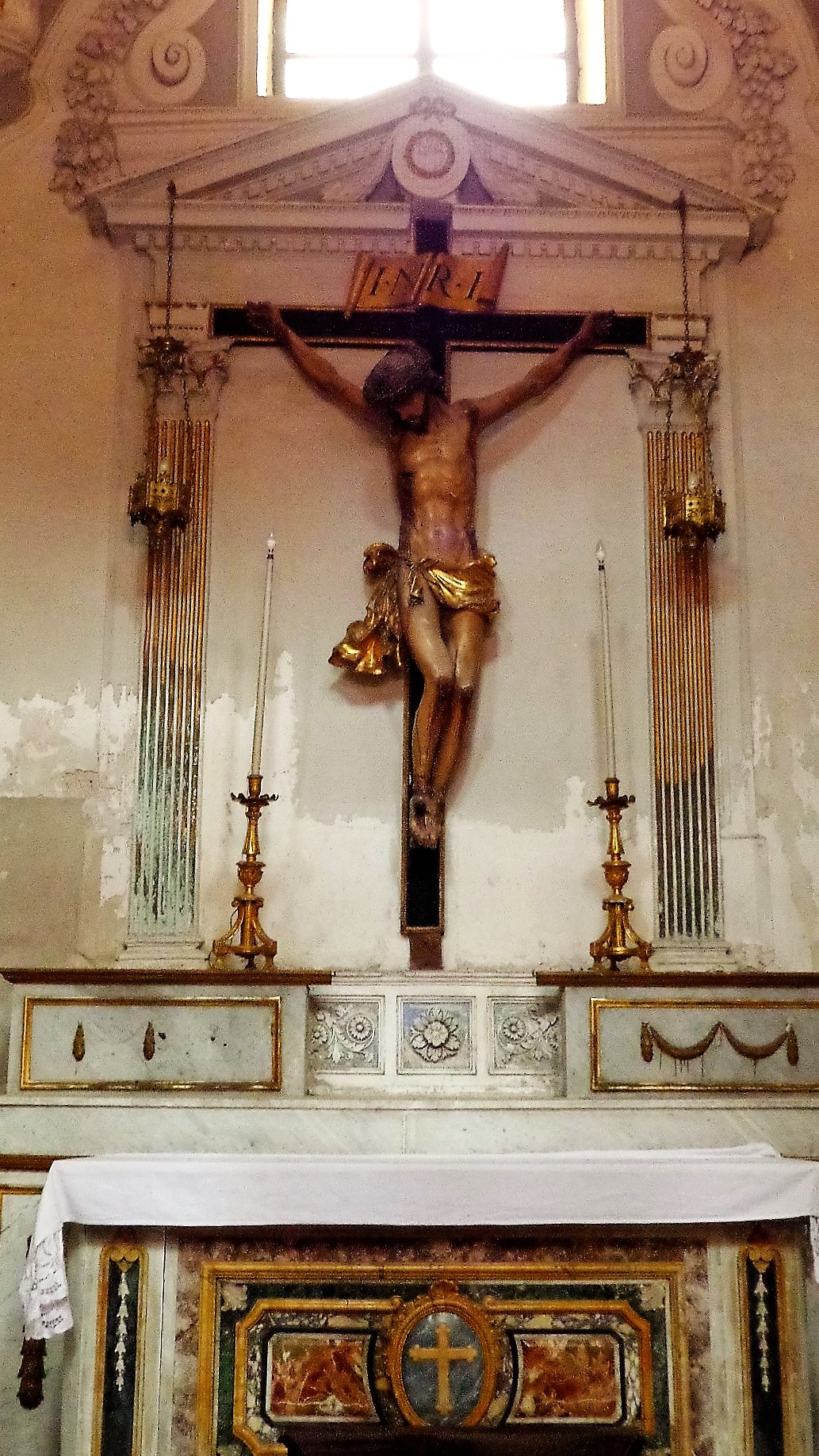
Crocifisso.

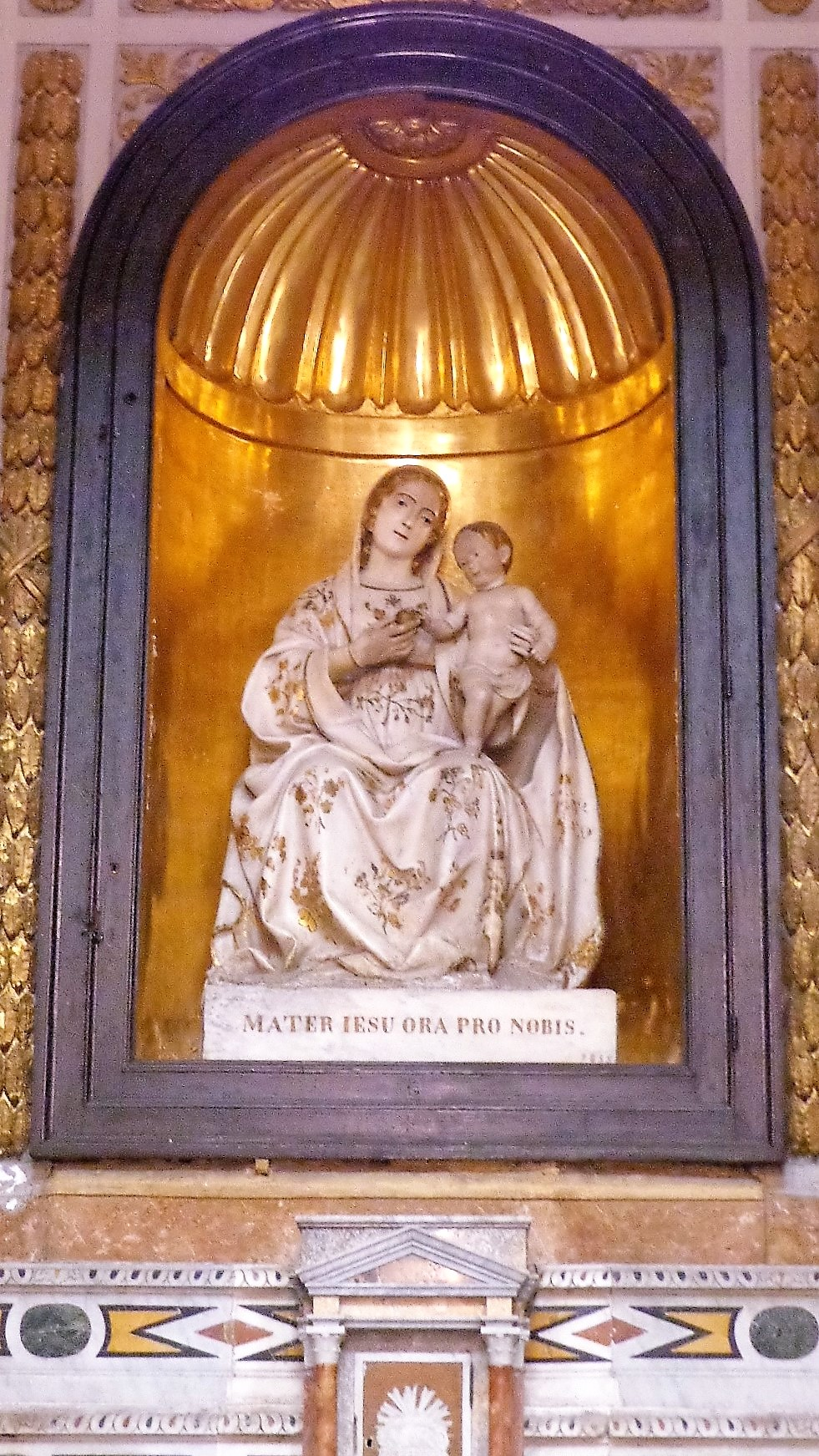
Santa Maria di Gesù, statua di stile gaginesco.

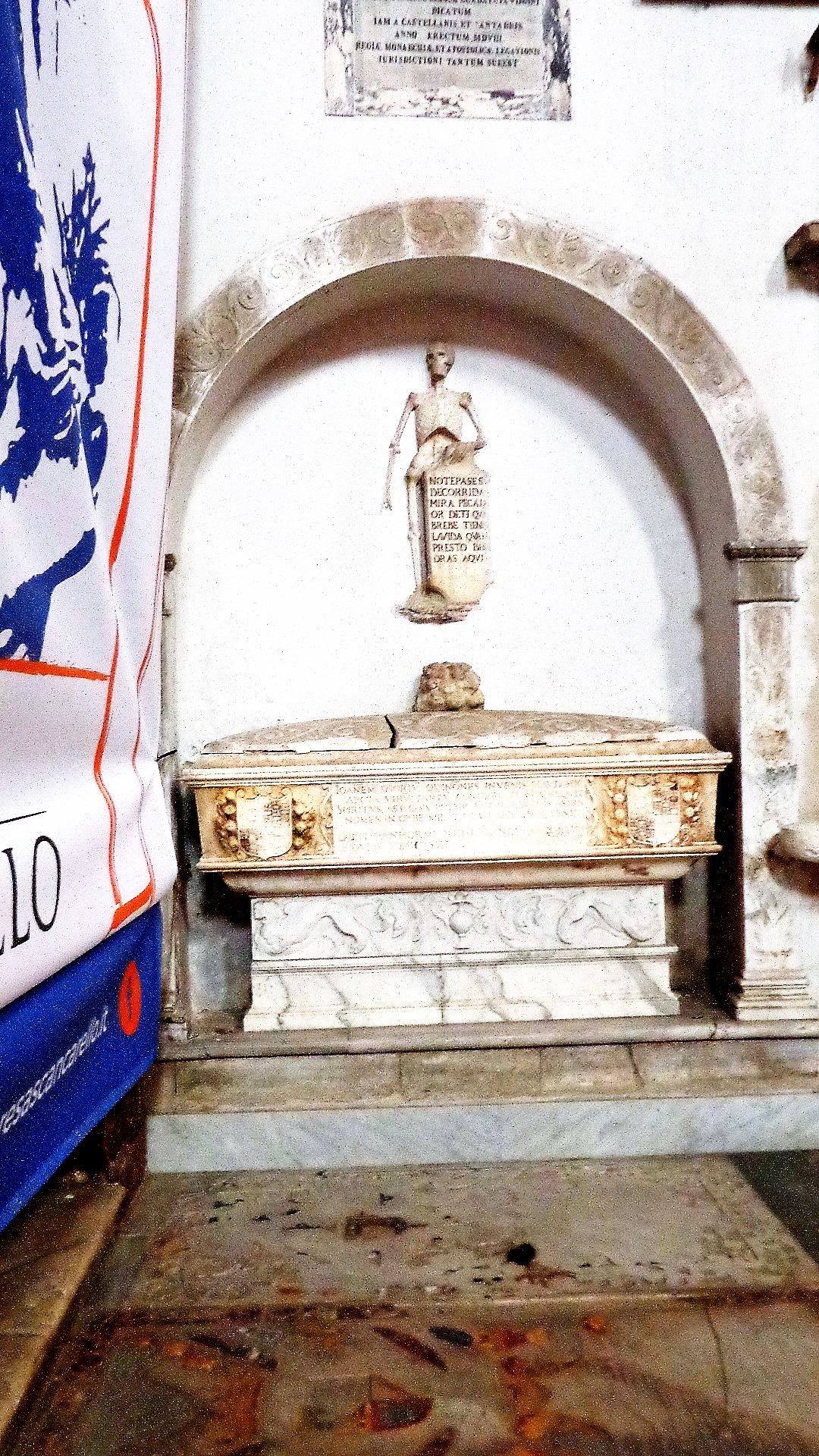
Sepolcro di Giovanni Osorio Quiñones.

{Sezioni e sottosezioni in aggiornamento}

#### Transetto lato sinistro
- Cappella dell'Oratorio dei Terziari Francescani vano esterno. Ambiente dedicato al Santissimo Crocifisso patrocinato da Francesco Cangialosi nel 1545.[3] Chiara scaccia i Saraceni, affresco riferito a Filippo Tancredi, monumento funebre di Domenico Testasecca (1764), monumento funebre di Giuseppe Lucchesi Palli (1762), opere attribuite a Ignazio Marabitti[senza fonte], sulla porta d'ingresso alla Cappella dell'Oratorio San Francesco riceve la Porziuncola, tela attribuita a Giuseppe Salerno[senza fonte]. Miracolo del Beato Salvatore d'Orta tela di anonimo pittore fiammingo-caravaggesco; sotto, Pietà marmo di scuola gaginesca, alle pareti sono quattro tele settecentesche con scene della Passione e Crocifisso ligneo della seconda metà del XVI secolo.
- Cappella dello Sposalizio della Vergine e San Giuseppe vano interno. Sull'altare Sposalizio della Vergine capolavoro di Vincenzo degli Azani da Pavia delimitato da angeli.[7][3] La cornice è retta da angeli in stucco di stile serpottesco, sopra la pala Visione della Sibilla Cumana da parte dell'Imperatore Augusto gruppo in stucco di Giacomo Serpotta del 1706, autore anche delle deliziose figure di monachino e angioletto sul cornicione. La custodia lignea a tempietto sopra la mensa è elegante opera della fine del XVII secolo, Aronne offre a Dio un sacrificio di covoni di grano, sopra Morte di San Giuseppe, Mosè riceve l'uva della Terra Promessa, Il Riposo durante la fuga in Egitto, sulla volta Trinità ed Angeli, gli affreschi opera di Filippo Tancredi del 1706c.

Quadrone con affresco sulla parete sinistra del transetto dirimpetto alla Cappella dello Sposalizio. L'immagine racconta il Miracolo di Santa Chiara e la Pisside. La Vergine è raffigurata con l'abito francescano marrone ed il velo nero a simboleggiare la sua consacrazione a sposa di Dio. Chiara con le sue preghiere e l'esposizione dell'ostensorio, che emanava una luce accecante, costrinse alla fuga Federico II ed il suo esercito che da tempo assediava Assisi, scongiurando la violazione del convento delle Suore Diamantine (Clarisse dopo la morte della Santa) di San Damiano.
Sulla parete sinistra del transetto Sacra Famiglia e San Francesco.

#### Altare maggiore
Cappellone e coro absidale. Titolari del patronato del cappellone la famiglia Villaraut con tomba di Giovanni Villaraut, signore di Prizzi.
Nella parete di fondo, sulla sopraelevazione dell'altare è raffigurata Vergine con Bambino in Gloria su nimbi, schiere di putti alati e San Francesco, la Santa Madre consegna a Francesco la regola dei frati minori. L'opera marmorea inserita in decorazioni in stucco è verosimilmente l'insieme degli inserti superstiti dell'imponente tribuna realizzata da Bartolomeo Berrettaro e Giuliano Mancino nel 1509 su commissione di Carlo Villaraut, barone di Prizzi. Distrutta nel crollo del 1672 come riferisce Antonio Mongitore, delle antiche e grandiose vestigia si conservano ancora le due formelle marmoree incastonate nei pilastri della volta ai lati dell'altare: Angelo Annunciante e Vergine Annunciata, le statue di San Bernardino da Siena e Sant'Antonio di Padova posti ai lati, i bassorilievi di San Bernardino da Siena e San Ludovico da Tolosa. Sul cornicione della calotta absidale alcuni angeli reggono simboli francescani.
L'altare in stile neoclassico è sovrastato da Crocifisso opera di Venanzio Marvuglia ed è decorato con scene dell'Antico Testamento. Ricchissimo di decorazioni dorate, marmi policromi, completato da tabernacolo a tempietto con cupola in pietre nobili, colonnine in marmo ornato di statuette dorate.
Le pareti e la volta recano affreschi di Filippo Tancredi: L'Ultima Cena e Mosè guida il suo popolo verso la Terra Promessa, sulla volta Cristo in gloria con Santi Francescani.

#### Transetto lato destro
- Cappella della Beata Vergine Maria di Guadalupe[2] fondata e patrocinata dalla comunità castigliana e biscaina, primitivo nucleo dell'edificio. La cappella fu concessa alla famiglia di Giovanni del Rio, segretario regio, nel 1508 per accogliere le sepolture della Fraternità Spagnola di Palermo invero degli alti prelati inquisitori di Sicilia. Il manufatto fu seriamente danneggiato nel crollo strutturale del 1672, ma poi totalmente ricostruito. Le paraste e l'arco d'ingresso sono interamente incrostate di marmi mischi e vi si notano gli stemmi della Nazione. I due quadroni ai lati della cappella, con il Ritrovamento dell'immagine della Madonna di Guadalupe a sinistra e l'Apparizione della Vergine a Sant'Ignazio di Loyola e a San Francesco Saverio sono opera di Vincenzo Bongiovanni del 1730c. I Profeti Daniele e Davide sono attribuiti a Vincenzo da Pavia.[3] La decorazione a stucco è opera di Giacomo e Procopio Serpotta del 1706c. Sull'altare dall'andamento sinuoso è collocata una immagine lignea della Vergine col Bambino. Sul timpano invertito è inserito un gruppo marmoreo con l'Eterno Padre tra angeli d'inizio XVIII secolo. Il piccolo tabernacolo marmoreo con colonne tortili e piccola immagine del Risorto dipinta sul portellino è raffinata opera della fine del '600.

Il pavimento così come lo spazio esterno antistante, è interamente ricoperto da lapidi sepolcrali di spagnoli, sia nobili che potenti inquisitori del Sant'Uffizio. Tra le numerose sepolture vi è anche quella di monsignore Juan Lopez de Cisneros, l'alto prelato dell'Inquisizione ucciso dall'eretico Frà Diego La Matina, la cui vicenda è storicamente narrata da Leonardo Sciascia nel libretto Morte dell'Inquisitore.
- Sepolcro di Giovanni Osorio Quiñones[10] posto sulla parete meridionale dell'attuale transetto. Il sarcofago accoglie le spoglie di un membro della nobile famiglia Quiñones (1563), sovrastato dalla raffigurazione a bassorilievo della morte e caratterizzato dall'epitaffio in lingua spagnola che allude all'inevitabilità della morte. Sul pavimento una serie di lapidi sepolcrali.

Sul lato sinistro la cappella spagnola, sopra la porta d'accesso al convento è collocata la tavola raffigurante la Madonna di Loreto inizi del XVI secolo, sulla parete destra l'Apparizione della Vergine di Guadalupe a Juan Diego tela di Vincenzo Bongiovanni del 1730c. La finestra ad arco scemo in alto è l'unico residuo osservabile delle strutture del tempio cinquecentesco.

## Bottega dei Gagini
- 1517, Cappella di Santa Margherita da Cortona o Cappella Requesens, manufatti marmorei, commissione di monumenti funebri di Berardo di Requesens, opere esistenti fino al 2 aprile 1672 per crollo del cappellone e cappelle contigue. Donna Eufemia Requesens è raffigurata genuflessa dinanzi al simulacro di Santa Margherita da Cortona.[14]
- 1517, Sarcofago, manufatto marmoreo, commissione di monumento funebre con raffigurazione di Cristo salva i Patriarchi dal Limbo per Lorenzo Selvaggio documentato presso l'altare di San Diego d'Alcalá. Alla distruzione scampò un frammento d'opera oggi incastonato nella facciata settentrionale a sinistra del portale d'ingresso.[20]
- XVI secolo,Pergamo, manufatto marmoreo, attribuzione d'opera con raffigurazioni del Cristo Risorto, degli Evangelisti e lo stemma della città di Palermo.[21]
- 1519, Bassorilievo, manufatto marmoreo, documentazione commissione per Giuliano Castellano con raffigurazione di Sant'Anna, Maria Vergine, San Giuseppe e San Giovanni Evangelista, lapide sepolcrale per monumento funebre.[22]

## Convento francescano di Santa Maria degli Angeli

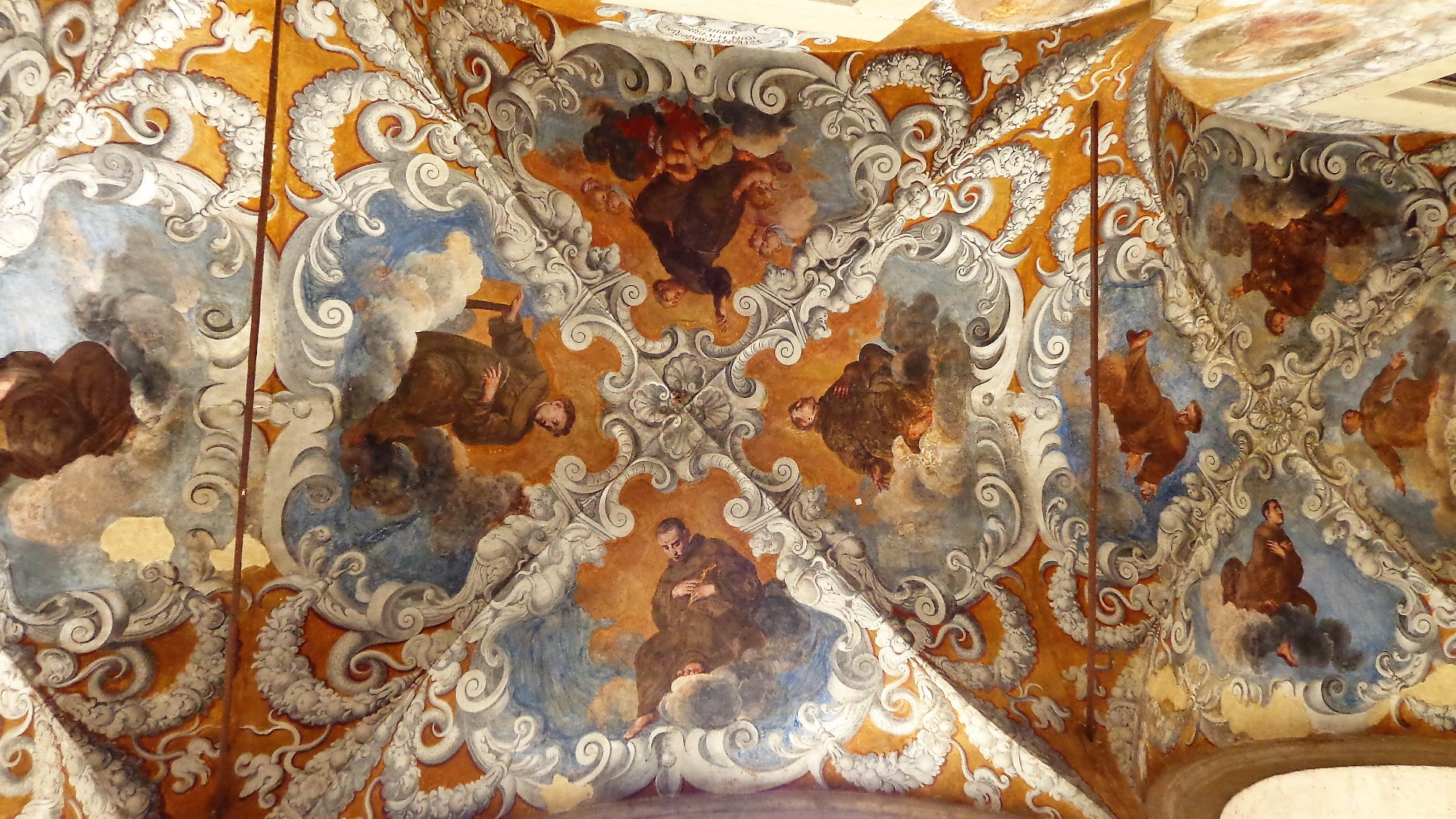
Volta affrescata, portico occidentale.

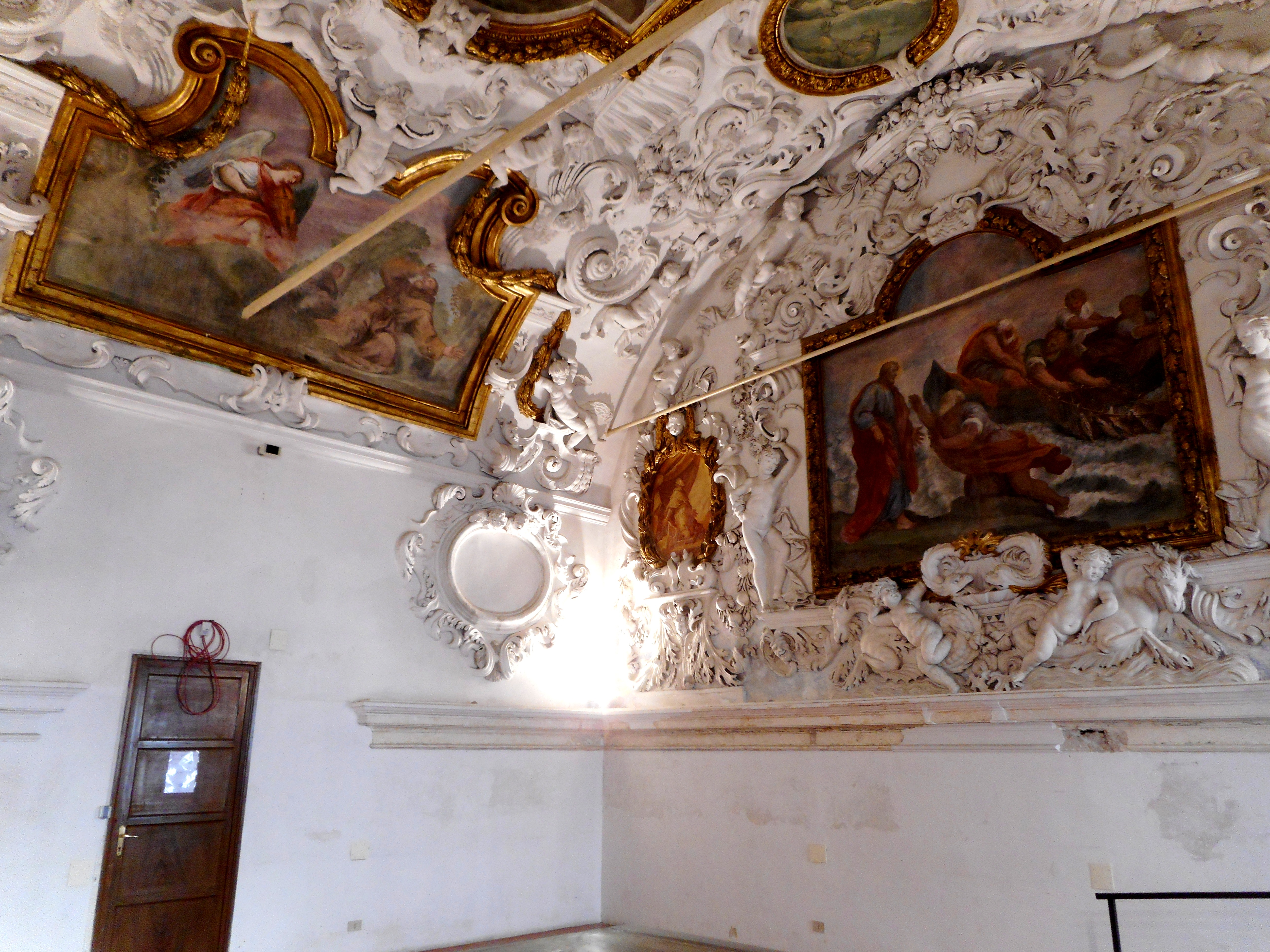
Oratorio dei Pescatori - interno.

Convento dell'Ordine dei Frati Minori Osservanti di San Francesco d'Assisi con capiente refettorio e due chiostri.
- IX - X secolo, Antica torre d'impianto arabo incorporata come campanile dell'aggregato.
- 1426 - 1430, L'edificio sorge ove era documentata la chiesa di San Girolamo. La chiesa costituiva grancia del Convento di Santa Maria di Gesù.
- 1480c., Costruzione del convento sotto il titolo di «Santa Maria degli Angeli». L'edificio conserva l'originario appellativo di Gancia, termine comune a ospizi che indica i poderi e le pertinenze dipendenti da monasteri, conventi e abbazie.
- 1609, Arricchito di chiostro ovvero un "... claustro con giardino et altre delitie dentro...". Nel corso degli anni il convento si ampliò con la costruzione di un grande refettorio capace di oltre duecento frati.
- 1615, L'ex refettorio dei frati è affittato all'Ordine dei Terziari, i frati lo abbellirono con stucchi e affreschi, ricavandone una fossa per la sepoltura, ancora visibile. Oratorio dei Terziari Francescani, detto dei «Pescatori».
- 1854, Il governo borbonico stabilì di adibire a sede dell'Archivio il vasto edificio.
- 1859, Trasferimento degli atti degli antichi notai nei locali già destinati ad Ospizio di beneficenza dal governo borbonico.
- 1860, Rivolta della Gancia.
- 1866, Leggi eversive. Con la soppressione degli Ordini Religiosi imposta dallo Stato gran parte del convento è requisito.
- 1872, Archivio di Stato della Gancia.

Il resto dell'edificio è acquistato dallo Stato Italiano e destinato integralmente ad Archivio di Stato.
Il Convento della Gancia fu fondato dall'Ordine dei Frati Minori Francescani arrivati in Sicilia intorno al 1212, come ospizio e come ricovero destinato ad accogliere pellegrini forestieri e gli stessi frati quando, dal periferico Convento di Santa Maria di Gesù dove risiedevano abitualmente, si recavano in città. La costruzione del convento ebbe inizio tra il 1484 e il 1489 con il nome di «Santa Maria degli Angeli», in ricordo della chiesetta della Porziuncola, oggi ubicata all'interno della Basilica di Santa Maria degli Angeli, luogo sacro in cui il fondatore dell'Ordine San Francesco d'Assisi, ricevette da Gesù il Cartiglio della Indulgenza. In questo convento vestì le sacre lane dell'abito religioso francescano, il palermitano e Beato Fra Benigno Romano, ivi esercitò in tutto il corso di sua vita l'ufficio di ortolano e primeggiò per il fervore dell'orazione, per l'amore della solitudine, del ritiro e del silenzio, nonché per le aspre penitenze e mortificazioni della sua carne innocente.

### Primo chiostro
L'ambiente è addossato alla parete esterna destra, di pianta rettangolare, di lunghezza pari alla lunghezza della navata, con sviluppo maggiore sull'asse E - W ove è delimitato da portici con colonne di tre luci ciascuno. Pavimentazione in acciottolato, pozzo marmoreo centrale.
In questo chiostro insistono:
- Oratorio di Santa Maria degli Angeli ad uso spirituale dei Terziari secolari.
- Oratorio di San Placido Martire concesso ai Congregati di nazione messine.
- Oratorio dei Santi Martiri Giapponesi dell'Ordine Serafico, concesso ai Congregati Secreti.

Coro di Notte. Ambienti per la scuola di Filosofia. Ambienti per la scuola di Teologia. Celle. Archivio. Panneria.
Passetto, ambienti di raccordo tra il chiostro, la sacrestia e l'aula del tempio, comprende quattro cappelle ornate da notevoli apparati decorativi in marmi e stucchi:
- Cappella dei Santi Quaranti Martiri: juspatronato del principe di Camporeale, marchese della Sambuca.
- Cappella della Beata Vergine del Carmelo: nell'edicola è documentato il dipinto Madonna del Carmine raffigurata con il profeta Elia ed Eliseo, San Francesco d'Assisi, Sant'Antonio di Padova, San Filippo d'Argirò e San Gandolfo, opera per la cappella posseduta da donna Prudenza La Cerda, di Gaspare Vazzano detto lo Zoppo di Ganci del 1618.
- Cappella di Santa Maria Vergine delle Grazie o Cappella della Madonna della Neve: nell'edicola è documentato il dipinto in tela raffigurante Maria Vergine delle Grazie dipinto da Vincenzo degli Azani.
- Cappella di Sant'Orsola: nell'edicola è documentato il dipinto in tela raffigurante Sant'Orsola e le Sante Vergini, opera di Filippo Paladini.

### La buca della salvezza

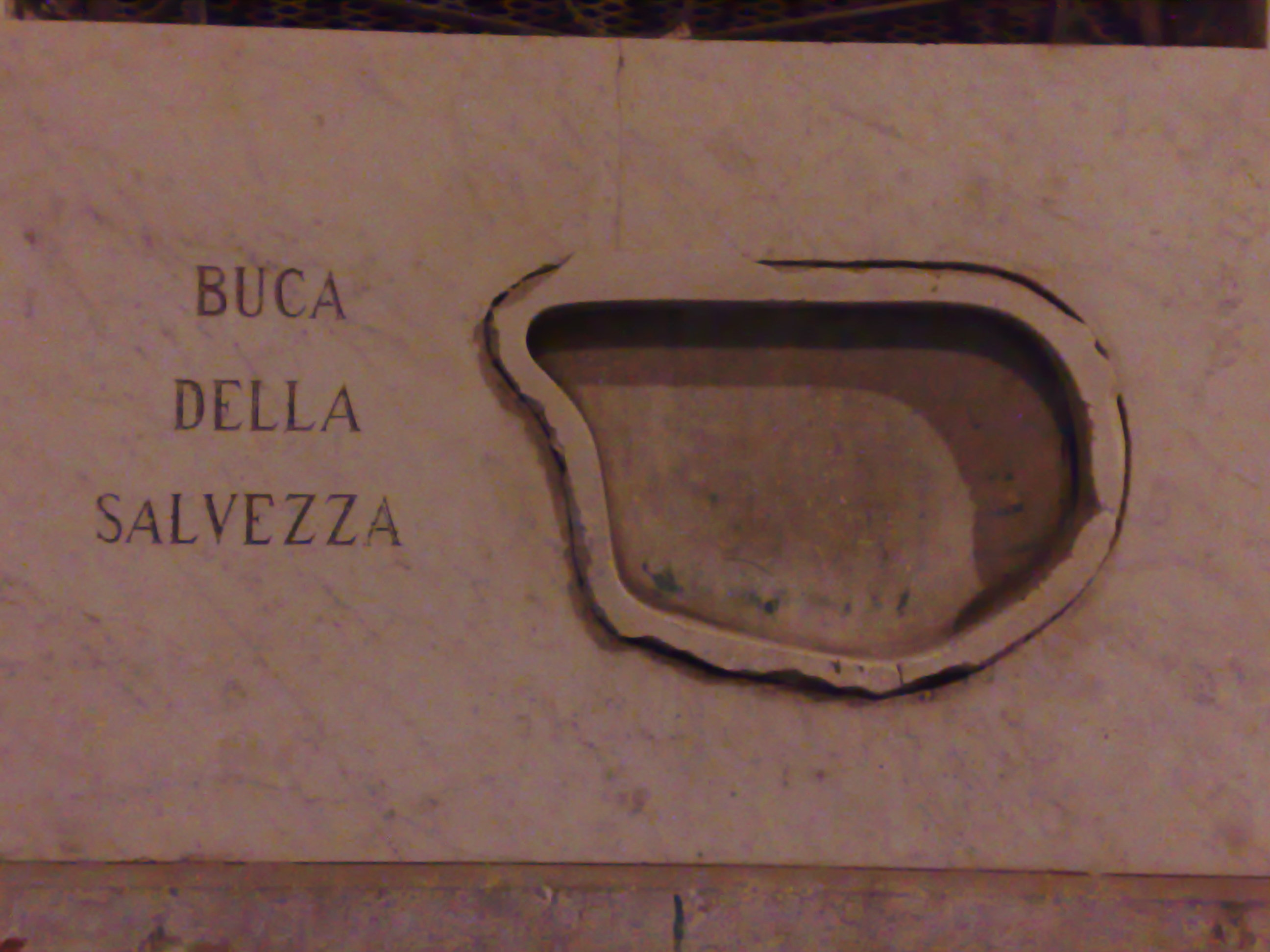
la buca della salvezza.

Al convento della Gancia sono legati i moti della rivolta antiborbonica del 1860,  La Rivolta della Gancia. Infatti è dal suo campanile che suonando la campana a stormo e inalberando una bandiera sul campanile, il 4 aprile, si diede il segnale per l'insurrezione. La campana si conserva nell'annesso cortile.
Inoltre sul lato della chiesa di via Alloro, si trova la cosiddetta "buca della salvezza", esempio di pietà popolare non più usuale. La buca della salvezza è per l'appunto una buca, un foro, scavato sul lato esterno del transetto sulla via Alloro, da Gaspare Bivona e Filippo Patti, due patrioti, che nel 1860, per sfuggire alle milizie borboniche, si rifugiarono all'interno del convento fingendosi morti e nascondendosi sotto alcuni cadaveri di altri patrioti uccisi dai borbonici. Spinti dalla fame i due patrioti scavarono un foro verso l'esterno e, richiamando l'attenzione di alcune donne che si trovavano in un basso di fronte, chiesero il loro aiuto: queste per distrarre i borbonici inscenarono una lite e grazie alla collaborazione di un carrettiere, che li fece fortunosamente salire su un carretto colmo di paglia, i due patrioti riuscirono, infine, a mettersi in salvo. Sino agli anni sessanta dello scorso secolo era ancora usanza popolare recarsi in pellegrinaggio davanti alla buca per chiedere grazie.

## Chiesa di San Girolamo
- Primitivo luogo di culto documentato.

## Oratorio dei Terziari Francescani
- 1615, Ambiente altrimenti detto dei «Oratorio dei Pescatori» destinato ad accogliere la Congregazione Terziaria legata all'Ordine religioso dedicato a «Santa Maria degli Angeli», come testimonia il grande affresco sulla volta centrale con la Consegna della Porziuncola a San Francesco da parte della Vergine. Splendido scrigno barocco, il piccolo vano ha la volta e le pareti interamente ricoperte da una ricca decorazione in stucco con figure umane, putti e creature marine, attribuita a Vincenzo Messina o Giacomo Serpotta e Giuseppe Serpotta. La decorazione ad affresco è attribuibile a Vincenzo Bongiovanni. Oggi Archivio di Stato.

## Archivio di Stato della Gancia
- Archivio di Stato. Dall'unico cortile interno si può osservare l'antica torre campanaria d'impianto arabo, dalla quale il 3 e 4 aprile 1860 si annunciò la rivolta dei patrioti contro l'esercito Borbonico. Sul lato del cortile, dove è l'ingresso dall'esterno, si trova un affresco seicentesco con l'Albero Genealogico dei Frati Minori di Sicilia e in alto la Consegna della regola a San Francesco opera di Antonio Grano.
- Correlazione con l'Archivio di Stato sede della «Catena».

## Galleria d'immagini

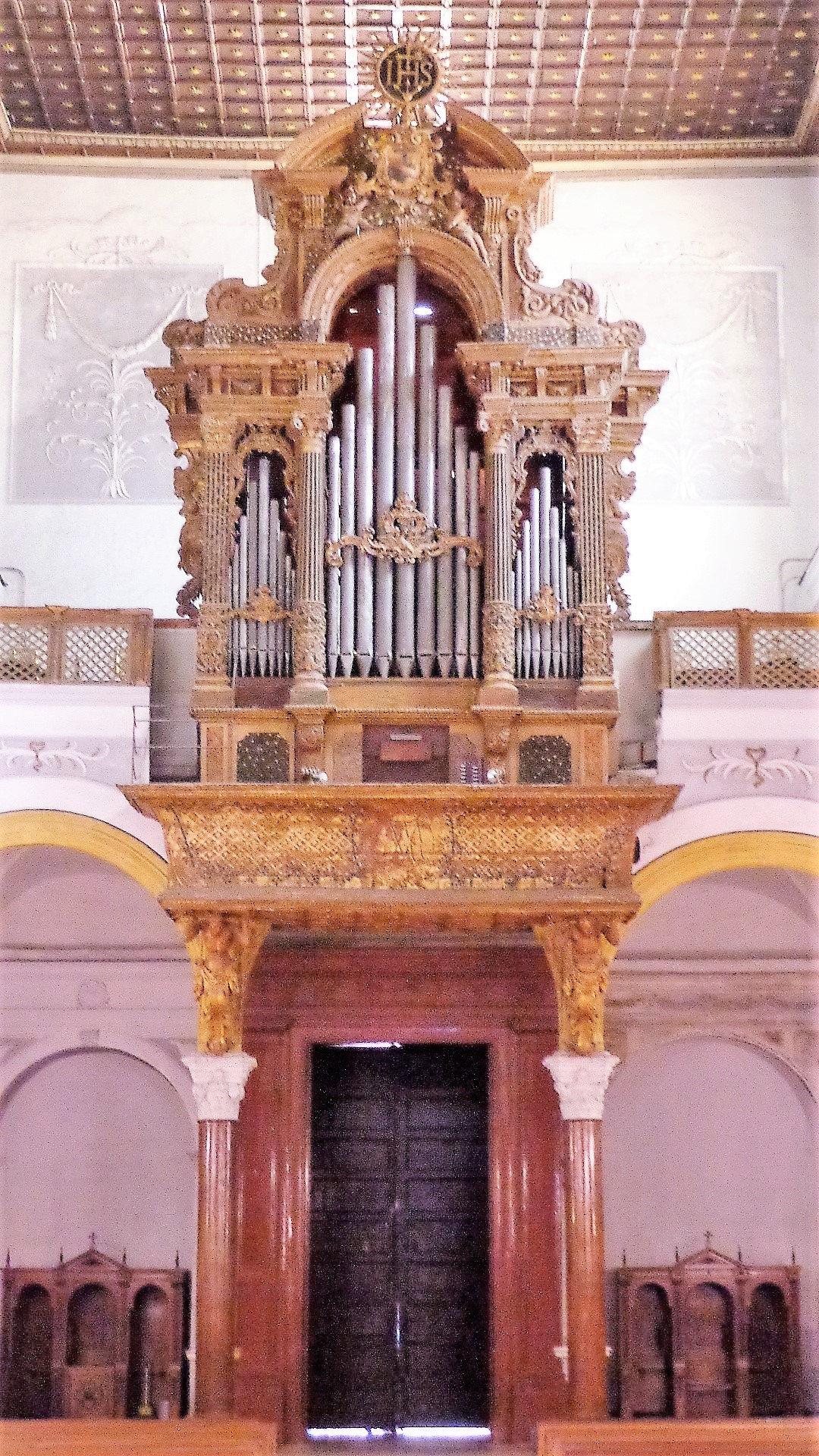
Organo.
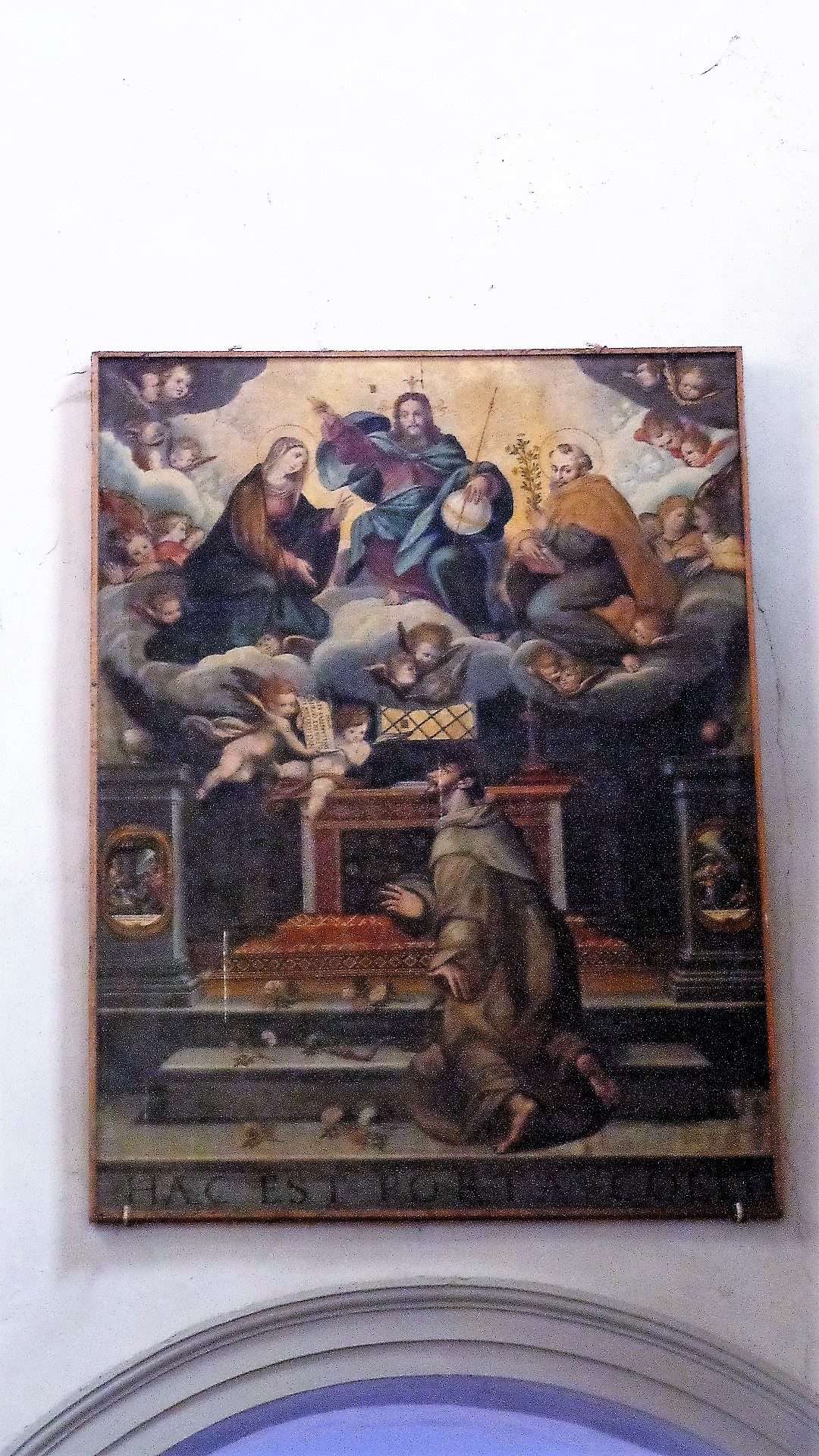
Dipinto.
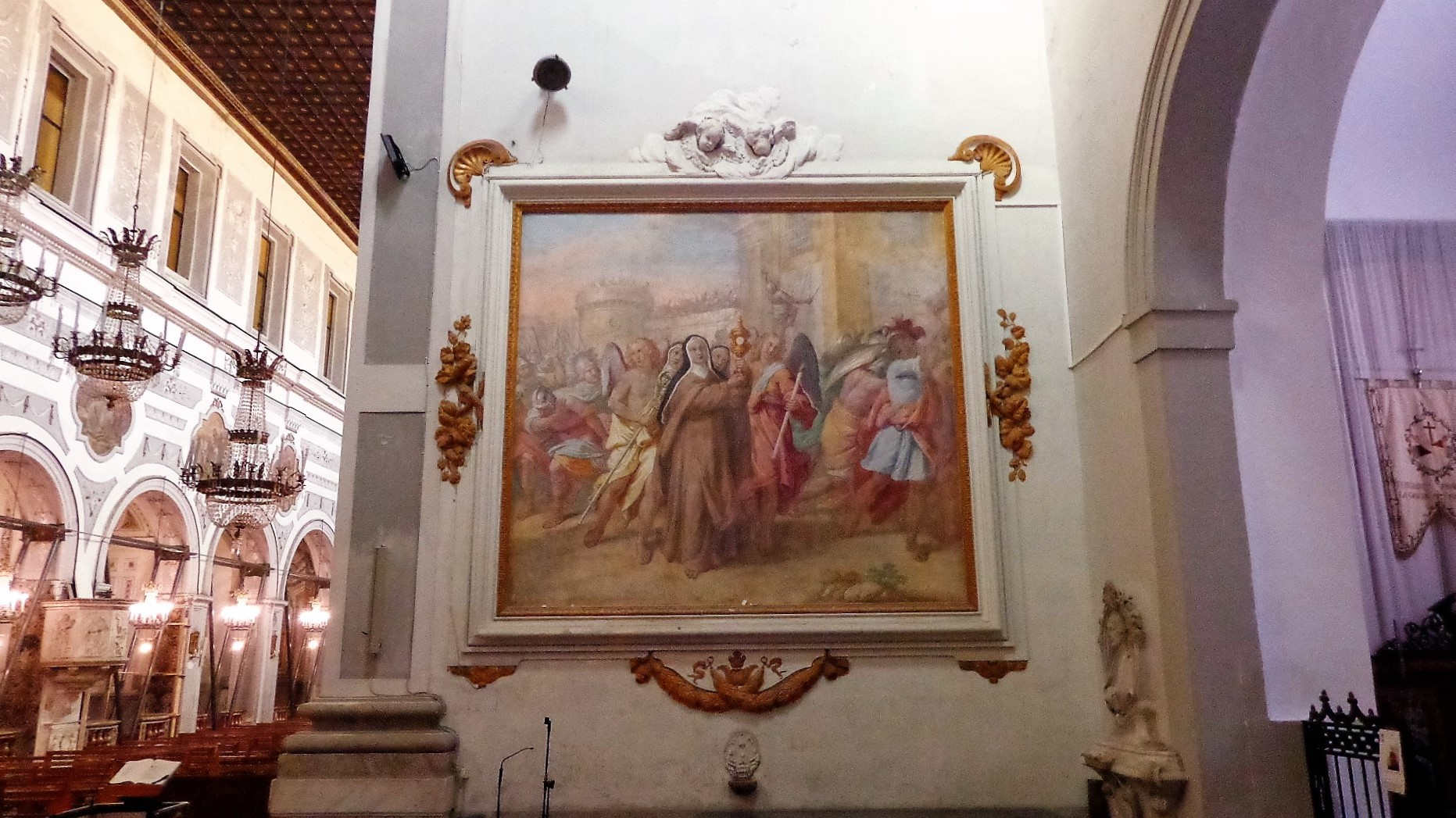
Dipinto.